# Mount Slaughter
Mount Slaughter ist ein 3600 m hoher und eisfreier Berggipfel im westantarktischen Ellsworthland. Er ragt aus einem Gebirgskamm, der sich in südwestlicher Richtung vom Opalchenie Peak auf dem Vinson-Plateau erstreckt, in der Sentinel Range des Ellsworthgebirges auf.
Der United States Geological Survey kartierte ihn anhand eigener Vermessungen und mithilfe von Luftaufnahmen der United States Navy zwischen 1957 und 1960. Das Advisory Committee on Antarctic Names benannte ihn nach dem US-amerikanischen Elektroingenieur John Brooks Slaughter (1934–2023), Direktor der National Science Foundation von 1980 bis 1982.